# ᵫ
, ᵫ (лигатура UE) — буква расширенной латиницы, используемая в фонетической транскрипции некоторых словарей Merriam-Webster.

## Использование
Лигатура ue используется в некоторых изданиях словаря американского английского языка Merriam-Webster для обозначения звука [y], например, в транскрипции фр. rue «улица» или нем. fühlen «чувствовать», а в издании 2004 года — также и для обозначения [ʏ], например, в транскрипции нем. füllen «заполнять». В некоторых изданиях [ʏ] вместо этого обозначается лигатурой ue с макроном (ᵫ̄), как, например, в издании 1997 года.